# Pseudodiaspis bahamensis
Pseudodiaspis bahamensis är en insektsart som beskrevs av Ferris 1954. Pseudodiaspis bahamensis ingår i släktet Pseudodiaspis och familjen pansarsköldlöss.
Artens utbredningsområde är Bahamas. Inga underarter finns listade i Catalogue of Life.